# York University (métro de Toronto)
York University est une station de la ligne 1 Yonge-University du métro, de la ville de Toronto en Ontario au Canada. Elle est située dans le campus principal de l'université York.

## Situation sur le réseau
Établie en souterrain, la station York University de la ligne 1 Yonge-University, précède la station Pioneer Village, en direction du terminus Vaughan Metropolitan Centre, et elle est précédée par la station Finch West, en direction du terminus Finch.

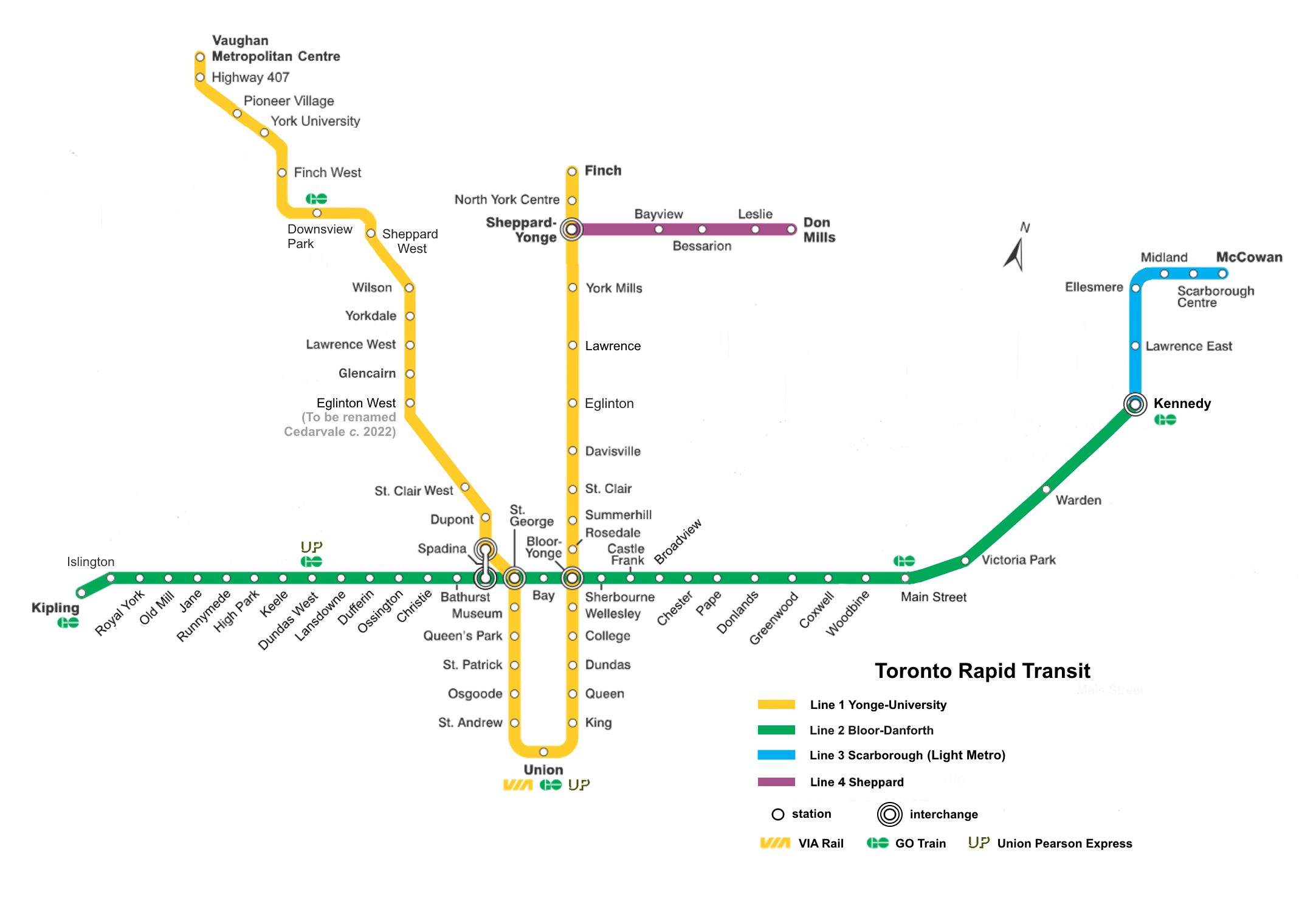
Plan du métro de Toronto (2018).